# 랜드스케이퍼스
《랜드스케이퍼스》(영어: Landscapers)는 2021년에 HBO와 스카이 애틀랜틱에서 방영된 미국과 영국의 범죄 실화 블랙 코미디 드라마 미니시리즈이다. 1998년 노팅엄셔주 맨스필드에 살던 윌리엄과 퍼트리샤 위철리 부부가 딸 수전과 사위 크리스토퍼 에드워즈 부부에게 살해되고 그로부터 10년 이상이 지난 2012년에 이 일이 세상에 알려져 에드워즈 부부가 최하 25년 종신형을 선고받은 사건을 영상화하였다.
평단으로부터 대체로 좋은 평가를 받았다.

## 개요
과거와 현재, 현실과 환상이 교차하는 가운데 온건한 성미를 지녔지만 게리 쿠퍼 등 고전 할리우드 영화 관련 물건 수집에 집착하는 수전과 크리스토퍼 에드워즈 부부가 함께 수전의 부모님을 부모님의 맨스필드 자택에서 제2차 세계 대전 시기에 만들어진 38구경 리볼버 권총으로 쏘아 살해하고 시체 두 구를 뒷마당에 묻는 데 이르는 과정, 범죄 사실이 발각된 후 프랑스에 거주하던 에드워즈 부부가 영국으로 소환되어 취조 및 재판을 받는 모습이 그려진다.

## 출연
- 올리비아 콜먼 - 수전 에드워즈 역
- 데이비드 슐리스 - 크리스토퍼 에드워즈 역
- 새뮤얼 앤더슨 - 폴 윌키 경장 역